# Юргув
Ю́ргув, ранее Сепешдёрке (пол. Jurgów, венг. Szepesgyörke) — село в Польше, находящееся в гмине Буковина-Татшаньская Татровского повята Малопольского воеводства.

## География
Село находится в предгорьях горной системы Спишска Магура на правом берегу реки Бялки в 2 км от административного центра гмины села Буковина-Татшаньска, в 15 км города Закопане и в 81 км от Кракова. Село располагается на 760 метрах над уровне моря. На территории солецтва Юргув располагаются деревни Кралювка и Змысьльне.
До вступления Польши в шенгенскую зону возле Юргова располагался пограничный переход в Словакию, который являлся конечным пунктом воеводской дороги № 49.

## История
Село было основано в 1546 году и находилось в собственности воеводы Ольбрахта Лаского. После распада Австро-Венгрии село 28 июля 1920 года перешло в состав Польши. Во время Второй мировой войны село находилось в составе Словакии, после снова было возвращено Польше.
В 1975—1998 годах Юргув административно входил в Новосонченское воеводство.

## Экономика
Основой деятельности местных жителей со времени основания села было скотоводство. Среди жителей села было развито ткачество. В 1937 году в селе была построена небольшая гидроэлектростанция.
Скотоводство потеряло своё значение в экономической деятельности жителей села в начале XX века. Электроостанция работала до 1968 года. В настоящее время в селе действует лесопилка. Многие жители села работают в сфере туристических услуг.
В селе находится горнолыжная станция «Юргув», которая предлагает туристам 4 км горнолыжной трассы различного уровня сложности и спуск по реке Бялка.
Село находится на туристическом маршруте «Путь деревянной архитектуры».

## Достопримечательности
- Пастушеские шалаши — филиал Татровского музея, памятник Малопольского воеводства;
- Церковь Пресвятой Девы Марии Святейшего Розария и Святого Себастьяна;
- Усадьба солтыса — филиал Татровского музея;
- Старая пожарная станция;
- Лесопилка XIX века.
- С территории села открывается панорамный вид на Татры, Высокие Татры и Бельянские Татры.

## Галерея

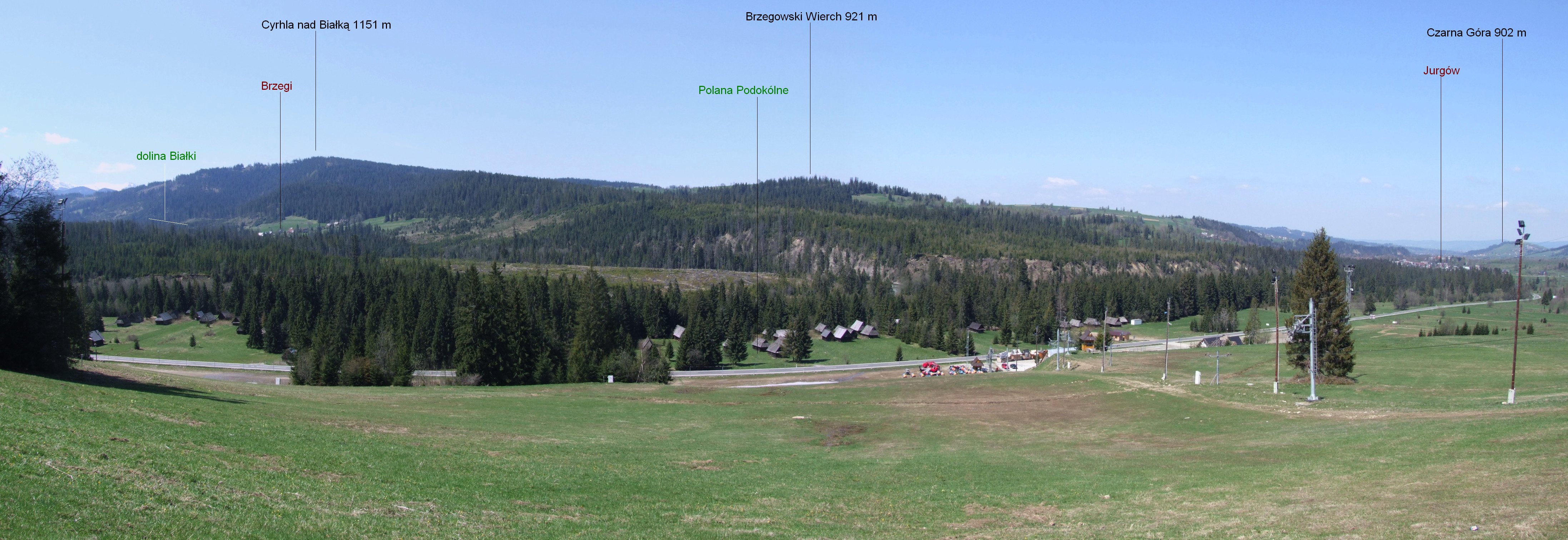
Горная часть села со стороны словацкой границы

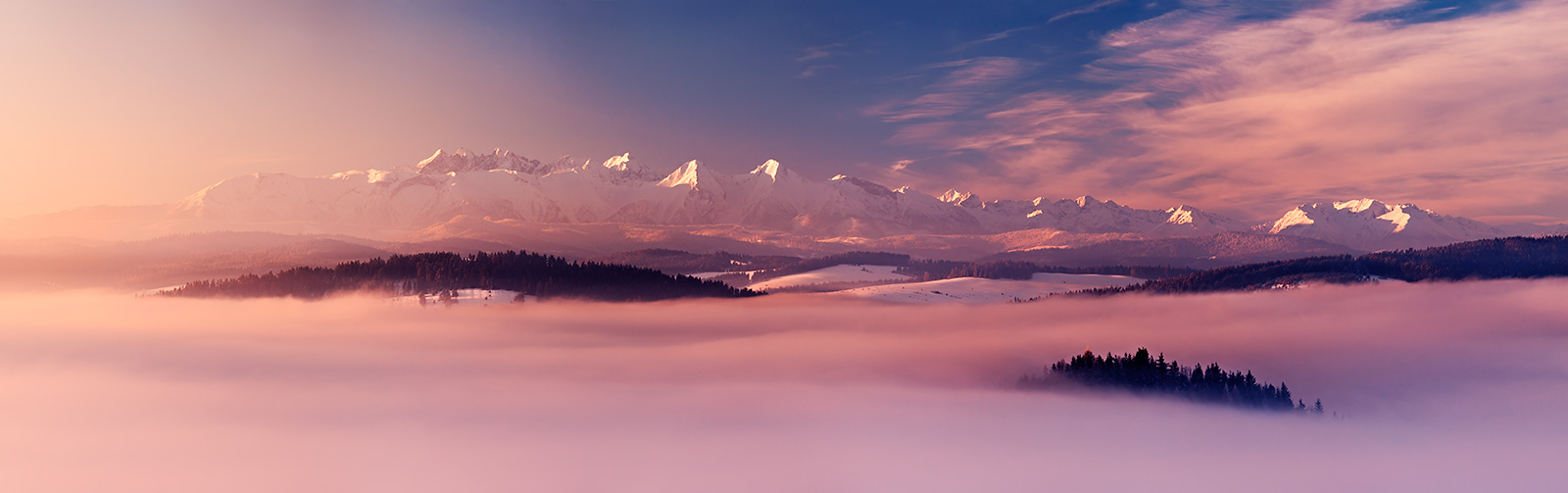
Вечерний панорамный вид на горы с околиц села